# Херсонське морехідне училище рибної промисловості
Херсо́нський морський коледж ри́бної промисло́вості — вищий навчальний заклад державної форми власності І рівня акредитації, здійснює підготовку молодших спеціалістів для підприємств рибопромислового, транспортного і допоміжного флоту.

## Історія коледжу
Училище засновано у 1932 році в Києві як морський рибопромисловий технікум. Цього ж року технікум був переведений у м. Херсон. 
Першим директором був Мовчан Василь Архипович, якого у 1933 році змінив Золотарьов Михайло Іванович. 
Училище здійснює співробітництво з іншими вищими навчальними закладами рибної галузі України. З 2006 року воно входить до університетського центру і є структурним підрозділом Керчинського Державного морського технологічного університету. 
За роки існування училища здобули освіту понад 20000 судноводіїв, судномеханіків і радіотехніків, у тому числі більше ніж 500 випускників училища з країн Азії, Африки й Латинської Америки. Багато випускників коледжу стали капітанами дальнього плавання.

## Діяльність
У навчальному закладі створені всі необхідні умови для навчання і побуту курсантів:
- понад 50 навчальних лабораторій і кабінетів із загальноосвітніх і спеціальних дисциплін;
- 3 комп'ютерні класи, комп'ютерний центр, підключений до мережі Інтернет;
- бібліотека з читальною залою;
- їдальня, гуртожиток, оздоровчий пункт;
- спортивний комплекс та актова зала.

Під час навчання курсанти проходять плавальну практику на рибопромислових та транспортних суднах, суднах річкового та морського портів Херсона, Миколаєва, Одеси та інших.
Курсанти-судноводії моделюють умови морської навігації на сучасному навігаційному обладнанні, а курсанти-судномеханіки — на навчально-тренажерному комплексі «Суднова енергетична установка».

## Спеціальність
Набір до коледжу відбувається на спеціальність 271 «Річковий та морський транспорт» за наступними освітніми програмами:
- «Судноводіння на морських шляхах»
- «Експлуатація суднових енергетичних установок»